# 로사노 (콘센차도)

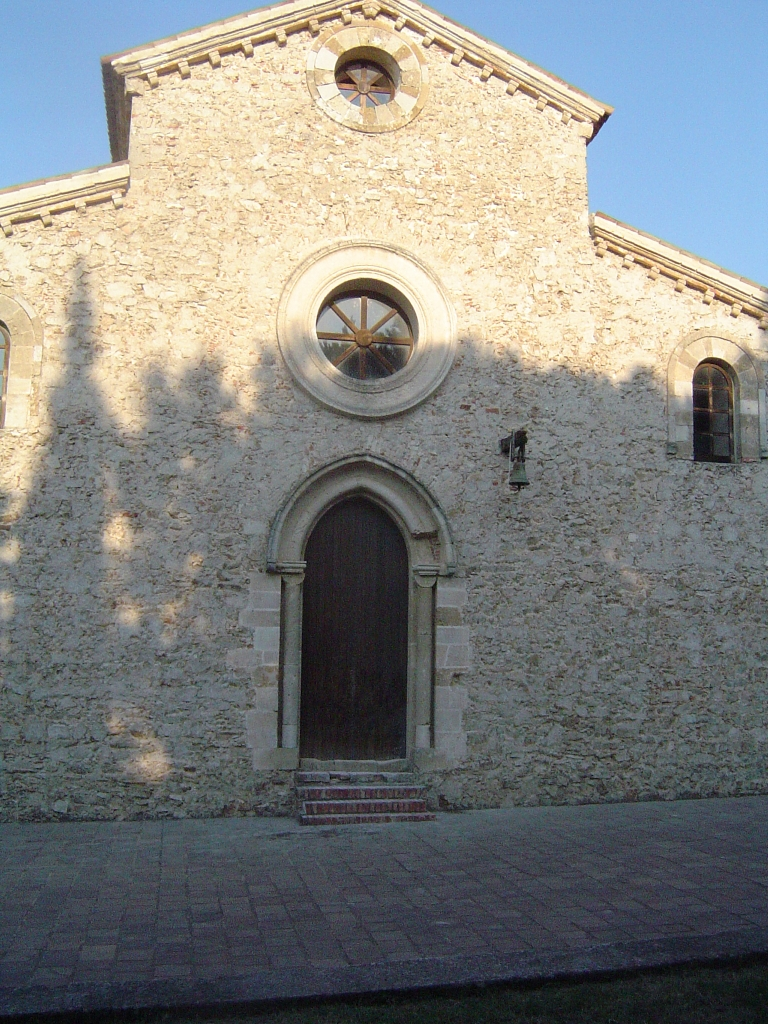

로사노(Rossano)는 이탈리아 남부 칼라브리아주 코센차도에 있는 코리글리아노-로사노의 도시이자 프라치오네이다. 이 도시는 타란토만(Gulf of Taranto)에서 3km(1.9마일) 높은 곳에 위치해 있다. 이 마을은 대리암과 알라바스터 채석장으로 유명하다.
이 마을은 가톨릭 대주교의 소재지이며 유명한 대성당과 성이 있다. 소닐루스(Nilus the Younger)와 함께 두 명의 교황이 이 마을에서 태어났다.